# Erastria rectilinea
Erastria rectilinea là một loài bướm đêm trong họ Geometridae.